# Giuseppe Mirabelli
Pour les articles homonymes, voir Mirabelli.
Giuseppe Maria Francesco Saverio Mirabelli, né le 13 mai 1817 à Calvizzano et mort le 2 août 1901 à Naples, est un juriste et homme politique italien.

## Biographie
Giuseppe Mirabelli naît le 13 mai 1817 à Calvizzano du Docteur Domenico Mirabelli et de Marianna di Criscio. Il termine ses études secondaires au séminaire de Pozzuoli : à cette époque, en effet, la bourgeoisie napolitaine envoie ses fils dans ce genre d'école non seulement pour les initier à la prêtrise, mais aussi pour les préparer aux professions libérales (la plupart de la classe dirigeante méridionale reçoivent une éducation similaire). Il se consacre ensuite à l'étude du droit et obtient une licence en jurisprudence à l'université de Naples, où il obtient peu après la qualification pour l'enseignement privé. En 1841, il entre dans la magistrature et fait des progrès rapides. Cependant, ayant manifesté clairement ses sentiments politiques en 1848, alors que le peuple italien lutte pour gagner son unité politique, il est qualifié de libéral et pour cette raison, désigné à la haine du gouvernement réactionnaire (1849), il perd la charge de juge du grand tribunal pénal. Le même gouvernement l'invite à reprendre ses fonctions, mais il refuse dédaigneusement de servir ceux qui l'ont injustement persécuté. Pendant cette période, il pratique le droit à Naples et donne des cours privés de droit.
Il réintègre la Magistrature, mais seulement après l'entrée de Garibaldi à Naples, et passe rapidement par tous ses grades. Procureur général à la Cour d'appel de L'Aquila de 1862 à 1863, il passe ensuite à la Cour de Naples, dont il est nommé président le 4 avril 1868. Il occupe cette fonction jusqu'au 1er avril 1875, date à laquelle il accède au rang de président de la Cour de cassation napolitaine. En 1867, il est nommé sénateur. Il occupe la fonction de vice-président du Sénat du 6 novembre 1873 au 20 septembre 1874 ; il est également membre de la commission parlementaire d'examen du code pénal (1877). Le 2 juin 1892, il est mis à la retraite : le roi Umberto Ier lui confère le titre de comte. Retraité, il continue à servir la justice, notamment par la publication de nouvelles monographies juridiques. Il n'abandonne pas son pays natal, où il est vient reprendre des forces à l'ombre des murs qui l'avaient accueilli enfant, et passe de longues heures dans sa villa à méditer.
Il a 11 enfants, dont Marianna Raffaelina, mère de Sara De Rosa Mirabelli, qui épouse plus tard le général Armando Diaz. Il est membre de l'Académie royale de Naples et de l'Académie Pontanienne. Son activité scientifique est remarquable et riche. Il meurt dans sa maison de Naples, le Palazzo Della Porta dans la Via Toledo, le 2 août 1901 à l'âge de 84 ans, probablement en raison de lésions cérébrales subies après une chute de cheval. Sa dépouille mortelle se trouve dans le cimetière du consortium de Calvizzano-Mugnano. Son illustre admirateur, le sénateur Enrico Pessina, a dit : « Avec lui disparaissait non pas le prêtre mais le pontife de l'administration droite de la loi [...] ». À Naples, une plaque dans le Palazzo Della Porta commémore le sénateur, tandis que sa ville natale, Calvizzano,  donne son nom à sa rue principale en 1892.